# Immaculée
Pour plus de détails, voir Fiche technique et Distribution.
Immaculée (Immaculate) est un thriller horrifique américano-italien réalisé par Michael Mohan (en) et sorti en 2024,.

## Synopsis
Sœur Mary vole un trousseau de clefs afin de s'échapper d'un couvent catholique. Elle est capturée et sa jambe cassée avant d'être assommée par quatre figures capuchonnées. Elle se réveille plus tard dans un cercueil, enterrée vivante.
Sœur Cecilia, une jeune novice, s'est tourné vers le christianisme très tôt, convaincue que Dieu l'a sauvée pour une raison après avoir survécu à une chute dans un lac gelé. Elle reçoit une invitation du père Sal Tedeschi à rejoindre un couvent italien s'occupant de nonnes mourants. Le couvent affirme accueillir l'un des Saints Clous utilisé pour crucifier le Christ. Cecilia fait ses vœux, adhère aux conseils évangéliques et devient nonne, décorée d'un chapelet.
Elle se lie d'amitié avec une autre nonne, sœur Gwen, et est frappée par quelques bizarreries, comme de nombreux cauchemars et des cicatrices en forme de croix sur les voûtes plantaires d'une ancienne religieuse. Cecilia apprend un jour avec surprise qu'elle est enceinte malgré sa virginité. Les habitants du couvent commencent à la traiter comme une nouvelle Vierge Marie.
Une autre nonne, sœur Isabelle, jalouse, tente de noyer Cecilia, clamant que « ça aurait dû être elle ». Cecilia vomit l'une de ses dents et sa santé empire, mais père Tedeschi refuse de l'emmener à l'hôpital. Isabelle se suicide en sautant du toit du cloître et Gwen est emmenée par le père Tedeschi après avoir voulu dénoncer le couvent.
Une nuit, Cecilia remarque que derrière un tableau de la Vierge dans sa chambre, une autre nonne a inscrit 2Co 11,14 sur le mur, message caché qui lui fait réaliser que des choses étranges se passent dans ce couvent. Cecilia infiltre un bureau et découvre son dossier avec des articles sur l'accident de son enfance. En entendant une femme hurler, elle découvre une figure capuchonnée coupant la langue de Gwen. Une vieille religieuse apparaît et dit à Cecilia qu'elle ne quittera jamais le couvent.
Cecilia tente de s'enfuir en mimant une fausse couche à l'aide d'un cadavre de poule, mais sa ruse est découverte et elle est rattrapée par le père Tedeschi, qui lui apprend qu'il était généticien avant de devenir prêtre et qu'il utilise de l'ADN trouvé sur le Saint Clou afin de féconder des nonnes pour créer un nouveau messie, avant de marquer ses pieds d'une croix au fer rouge.
Cecilia tente une nouvelle fois de s'échapper, en tuant la Mère supérieure avec un crucifix, ce après quoi elle perd les eaux. Elle parvient à étrangler le cardinal avec son chapelet avant d'arroser le laboratoire de Tedeschi d'éthanol. Le père arrive et tente de l'arrêter de force, mais Cecilia s'échappe de justesse en enflammant le laboratoire.
Père Tedeschi parvient cependant à s'échapper de son laboratoire et continue sa poursuite, forçant Cecilia à fuir dans les catacombes. Cecilia trouve le corps mutilé de Gwen et parvient à s'enfuir des catacombes. Père Tedeschi tente d'ouvrir l'estomac de Cecilia, mais elle le tue d'un coup de Saint Clou dans la gorge. En sortant des catacombes, Cecilia donne naissance et arrache le cordon ombilical elle-même. Horrifiée à la vue de son « enfant », sortant des râles animaux, Cecilia prend une grosse pierre et écrase le nouveau-né.

## Fiche technique
Sauf indication contraire, les informations mentionnées dans cette section peuvent être confirmées par les bases de données cinématographiques IMDb et Allociné,  présentes dans la section « Liens externes ».
- Titre original : Immaculate
- Titre français : Immaculée
- Réalisation : Michael Mohan (en)
- Scénario : Andrew Lobel
- Musique : Will Bates
- Décors : Adam Reamer
- Costumes : Valerio De Santis, Veronica Lopez, Fabio Marcoi et Tommaso Postiglione
- Photographie : Elisha Christian
- Son : Bryan Parker
- Montage : Christian Masini
- Production : Sydney Sweeney, Jonathan Davino, David Bernad, Teddy Schwarzman et Michael Heimler
  - Production déléguée : John Friedberg, Christopher Casanova et Will Greenfield
- Sociétés de production : Black Bear Pictures et Fifty-Fifty Films
- Société de distribution : Metropolitan Filmexport (France)
- Budget : 8 millions de dollars
- Pays de production :  États-Unis et  Italie
- Langue originale : anglais et italien
- Format : couleur — 2,00:1
- Genre : thriller horrifique
- Durée : 89 minutes
- Dates de sortie :
  - États-Unis : 
    - 12 mars 2024 (South by Southwest)
    - 22 mars 2024 (en salles)

  - Belgique et France : 20 mars 2024
  - Canada : 22 mars 2024
  - Suisse : 8 juillet 2024 (Festival international du film fantastique de Neuchâtel)
  - Italie : août 2024 Date sujette à modification
- Classification :
  - États-Unis : R (for violence and alarming climate)
  - France : interdit aux moins de 12 ans (avec avertissement)

## Distribution
- Sydney Sweeney (VF : Rebecca Benhamour ; VQ : Stéfanie Dolan) : sœur Cecilia
- Álvaro Morte (VF : Joël Zaffarano ; VQ : Patrice Dubois) : père Sal Tedeschi
- Simona Tabasco (VQ : Marie-Pier Chamberland) : sœur Mary
- Benedetta Porcaroli (VF : Antonella Colapietro ; VQ : Elisabeth Gauthier Pelletier) : sœur Gwendolina, dite « Gwen »
- Giorgio Colangeli (VF : Salvatore Ingoglia) : le cardinal Franco Merola
- Dora Romano (it) (VF : Vittoria Scognamiglio ; VQ : Johanne Garneau) : la mère supérieure
- Giampero Judica (VF : Sébastien Lemoine ; VQ : Paul Ahmarani) : Dr Gallo
- Giulia Heathfield Di Renzi : sœur Isabelle

## Production
Le développement de Immaculée commence en 2014, quand Sydney Sweeney auditionne pour le film. Cependant, le projet est abandonné avant le début de la production. Après sa révélation au grand public à la suite de la série Euphoria, Sydney Sweeney achète les droits du scénario et contacte Michael Mohan, l'un de ses fréquents collaborateurs, à la réalisation. Celui-ci déclare que de nombreuses scènes du film lui sont inspirées de son éducation catholique.
En octobre 2022, Michael Mohan et Sydney Sweeney sont respectivement annoncés comme réalisateur et actrice principale et productrice du projet. Michael Mohan déclare que le script original se concentrait sur une bande de lycéennes et qu'il a été modifié afin de mieux correspondre à Sydney Sweeney et aux attentes du public.
En février 2023, Álvaro Morte, Benedetta Porcaroli, Dora Romano, Giorgio Colangeli et Simona Tabasco rejoignent sa distribution,.
Le tournage se déroule à Rome et se termine en février 2023,.

## Thèmes
« Je me demande pourquoi tout le monde est surpris que, avec le revirement de jurisprudence de Roe v. Wade, et dans un contexte où, État après État, les lois religieuses privent les femmes de leurs droits, l'Amérique se mette à produire des films d'horreur où les femmes font face à des grossesses monstrueuses provoquées par des institutions religieuses soucieuses de leur croissante insignifiance. »
Le film traite de la modification génétique et des débats concernant l'accouchement, l'avortement et l'infanticide. De par leur thématique, leur cadre et leur date de sortie, Immaculée et La Malédiction : L'Origine sont considérés comme des films jumeaux, explorant tous deux le contrôle systémique du corps de la femme comme réceptacle,.
Plusieurs critiques présentent Immaculée comme le début d'une renaissance moderne de la Nonnesploitation, tandis que d'autres comparent son esthétique et sa thématique au cinéma européen des années 1970 et à des réalisateurs comme Dario Argento, Mario Bava, Lucio Fulci et Roman Polanski,,,,,.